# Halostagnicola
Genre
Espèces de rang inférieur
- Halostagnicola alkaliphila
- Halostagnicola kamekurae
- Halostagnicola larsenii

Halostagnicola est un genre d'archées halophiles de la famille des Halobacteriaceae.